# Барабадзе, Реваз
Рева́з Бараба́дзе (груз. რევაზ ბარაბაძე; 4 октября 1988, Тбилиси, СССР) — грузинский футболист, нападающий.

## Карьера

### Клубная
В 2008 имел действующий контракт с «Анжи», однако в 2009 году не играл, так как был травмирован и не был заявлен за клуб. В 2010 попал в заявку клуба.